# Louis Daguerre
De Fransman Louis Jacques Mandé Daguerre (Cormeilles (bij Parijs), 18 november 1787 - Bry-sur-Marne, 10 juli 1851) was een fotograaf en wordt beschouwd als een van de uitvinders van de fotografie.
Hij vond het diorama uit en in 1826 maakte hij samen met de Fransman Nicéphore Niépce de eerste succesvolle foto. Daarna nam hij de ontwikkeling ter hand van een methode om op snellere wijze foto's te maken.
In 1837, na de dood van Niépce, vond Daguerre de daguerreotypie uit, een methode waarbij op grote schaal foto's konden worden ontwikkeld. Het procedé waarbij een gepolijste, met kwikdampen geprepareerde plaat werd gebruikt, leverde positieve, gespiegelde beelden die niet gereproduceerd konden worden. De beelden waren wel zeer gedetailleerd.
Louis Daguerre werd opgenomen in de exclusieve Orde "Pour le Mérite". Hij is een van de 72 Fransen wier namen in reliëf op de Eiffeltoren zijn aangebracht.

## Werk in openbare collecties (selectie)
- Rijksmuseum Amsterdam[1]